# La Salle (Włochy)
La Salle – miejscowość i gmina we Włoszech, w regionie Dolina Aosty.
Według danych na styczeń 2009 gminę zamieszkiwały 2052 osoby przy gęstości zaludnienia 24,5 os./1 km².